# Warren Luckey
Warren Luckey (* 5. März 1920 in Dallas; † 11. Juli 2005 in Uniondale, New York) war ein US-amerikanischer Jazz- und Rhythm-and-Blues-Musiker (Tenorsaxophon, Komposition).

## Leben und Wirken
Warren Luckey spielte zunächst Piano, bevor er mit 14 Jahren unter dem Eindruck Lester Young und Chu Berry zum Tenorsaxophon wechselte. Nach der Highschool besuchte er das Sam Houston College und das Alabama State Teachers College; daneben trat er auf lokaler Ebene auf. U.a spielte er in der Territory Band von Ernie Fields. Ein Freund empfahl ihn an Louis Armstrong, der gerade einen Tenorsaxophonisten für sein Tourneeband suchte. Luckey blieb zwei Jahre bei Armstrong, mit dem er in Rundfunksendungen wie Victory Parade of Spotlight Bands auftrat, wobei Mitschnitte entstanden (später veröffentlicht bei Frémeaux & Associés). Danach gehörte er der neu formierten und kurzlebigen Dizzy Gillespie Big Band an, zu hören auf den Titeln „Groovin’ High“ und „Things to Come“, die für das kleine Plattenlabel Musicraft Records entstanden. Außerdem trat er in dieser Zeit im New Yorker Spotlight Club auf. Mitte 1947 verließ er die Band von Dizzy Gillespie, als diese zu einer Europatournee aufbrach, und blieb in New York.  Luckey leitete die Hausbands in Nachtclubs wie dem Brooklyn Baby Grand, des Weiteren begleite er Komiker wie Redd Foxx und Nipsey Russell bei Auftritten, ferner arbeitete er mit Cab Calloway, Shelly Manne, Budd Johnson, Thelonious Monk, Little Jimmy Scott, Sonny Stitt, Milt Jackson, Ray Brown, Kenny Clarke und Kenny Burrell. 
Nach dem Erfolg von Jimmy Forrests R&B-Instrumentalnummer „Night Train“ legte Luckey Mitte der 1950er-Jahre mehrere Titel unter eigenem Namen (als Warren Lucky) vor wie die Singles „Fish Bait“ „Steady Grind“ und „Thunderbolt“ bei Beacon Records. In seiner Combo spielten u. a. Ernie Hayes, Mickey Baker, Milt Hinton, Peck Morrison und Specs Bailey. Daneben arbeitete er auch mit dem Sänger Nappy Brown („Deedle I Love You“/„Sittin’ in the Dark“, 1955). Den größten Erfolg hatte er mit der Eigenkomposition „Paradise Rock“ (Jay-Dee Records 809#45), eine Nummer, die er zuvor als „Home Fries“ veröffentlicht hatte. Anfang der 1960er-Jahre spielte er in der Studioband der Soulsängerin Aretha Franklin (Aretha & The Ray Bryant Combo, Columbia 1961). Er blieb bis in die frühen 1980er-Jahre als Musiker aktiv; so trat er in Nachtclubs auf Long Island auf, bis er krankheitsbedingt seine Karriere weitestgehend beenden musste. Gelegentlich trat er noch mit seiner Tochter, der Sängerin Paulette Luckey Silver auf.